# Ada Smolnikar
Ada Smolnikar, coniugata Bešter (Jesenice, 1935), è un'ex ginnasta jugoslava, dal 1992 slovena.

## Carriera
Ha partecipato ai Giochi di Helsinki 1952, gareggiando nelle varie competizioni individuali ed a squadre.